# Mike Faist

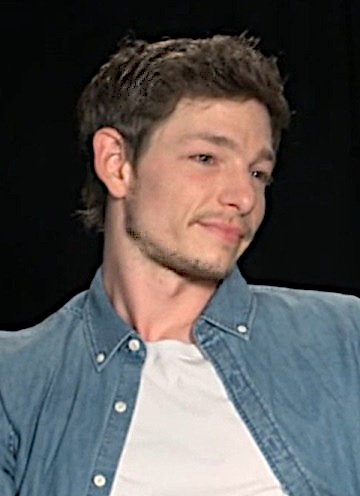
Mike Faist im Jahr 2024

Michael „Mike“ David Faist (* 5. Januar 1992 in Gahanna, Ohio) ist ein US-amerikanischer Schauspieler.

## Leben und Karriere
Als Kind sah Faist alte MGM-Musicals und begann sich für das Tanzen zu interessieren. Er nahm ab dem Alter von fünf Jahren Tanzunterricht und spielte während seiner Schulzeit in einigen Musicals. Er schloss die Highschool ein Jahr früher als vorgesehen ab und zog 2009 mit 17 Jahren nach New York, um an der American Musical and Dramatic Academy zu studieren. Nach zwei Semestern brach er das Studium ab und erhielt erste Rollen am Off-Broadway, während er nebenbei als Ticketverkäufer jobbte. Von 2012 bis 2014 war er Teil des Ensembles des Broadway-Musicals Newsies. In dem Musical Dear Evan Hansen spielte er am Broadway ab 2016 die Rolle des suizidalen Teenagers Connor Murphy. Für diesen Auftritt erhielt er eine Nominierung für den Tony Award als Bester Nebendarsteller in einem Musical, außerdem gewann er als Teil des Ensembles von Dear Evan Hansen einen Grammy Award for Best Musical Theater Album.
Neben seinen Bühnenauftritten absolviert Faist bereits seit 2012 auch Auftritte in einigen Kinofilmen und Fernsehserien. 2021 spielte er eine der Hauptrollen in der Amazon-Fernsehserie Panic. Im selben Jahr erlangte er mit seiner Rolle des Bandenführers Riff in Steven Spielbergs Musicalverfilmung West Side Story erstmals internationale Bekanntheit, diese Darstellung brachte Faist allgemein starke Kritiken ein. Er landete bei dem National Society of Film Critics Award in der Kritikerabstimmung in der Kategorie Bester Nebendarsteller 2021 auf dem dritten Platz und wurde für den BAFTA Award als Bester Nebendarsteller nominiert.
2023 folgte eine Nebenrolle in The Bikeriders von Jeff Nichols. Im selben Jahr spielte er außerdem am Londoner West End die Rolle des Jack Twist in der Originalproduktion des Theaterstücks Brokeback Mountain, das auf der gleichnamigen Kurzgeschichte von Annie Proulx basiert. 2024 folgten für Faist Kino-Hauptrollen in Luca Guadagnino Tennisromanze Challengers – Rivalen (2024) und in der Glücksspielkomödie Pinball: The Man Who Saved the Game.

## Filmografie
- 2012: The Unspeakable Act
- 2015: Eye Candy (Fernsehserie, Pilotfolge)
- 2015: Touched with Fire
- 2015: The Grief of Others
- 2015: Yellow (Kurzfilm)
- 2016: Our Time
- 2017: I Can I Will I Did
- 2017: Law & Order: Special Victims Unit (Fernsehserie, Folge 19x05)
- 2017: Active Adults
- 2018: Wildling
- 2018: Deception – Magie des Verbrechens (Deception, Fernsehserie, Folge 1x05)
- 2020: The Atlantic City Story
- 2021: Panic (Fernsehserie, 10 Folgen)
- 2021: West Side Story
- 2023: The Bikeriders
- 2024: Challengers – Rivalen (Challengers)

## Theater (Auswahl)
- 2012–2014: Newsies, Broadway
- 2016–2018: Dear Evan Hansen, Broadway
- 2023: Brokeback Mountain, West End